# Futaba (Fukushima)
Futaba (双葉町 Futaba-machi?) es un pueblo localizado en la prefectura de Fukushima, Japón. En junio de 2019 tenía una población de 0 habitantes y una densidad de población de 0 personas por km². Su área total es de 51,42 km².

## Geografía

### Municipios circundantes
- Prefectura de Fukushima
  - Ōkuma
  - Namie

## Demografía
Según datos del censo japonés, la población de Futaba ha disminuido en los últimos años.
| Año del censo | Población |
| ------------- | --------- |
| 1995          | 7.990     |
| 2000          | 7.647     |
| 2005          | 7.170     |
| 2010          | 6.932     |
| 2015          | 0         |